# Rubén Hinojosa
Rubén Eloy Hinojosa (Edcouch, 20 agosto 1940) è un politico statunitense, membro della Camera dei Rappresentanti per lo stato del Texas dal 1997 al 2017.

## Biografia
Ottavo di undici figli, Hinojosa nacque a Edcouch in una famiglia di origini messicane e studiò all'Università del Texas a Austin. Dopo la laurea, lavorò nel mondo dell'imprenditoria e per circa vent'anni fu presidente e direttore finanziario dell'azienda di famiglia, la H&H Foods.
In seguito Hinojosa si dedicò alla politica con il Partito Democratico e nel 1996 decise di candidarsi alla Camera dei Rappresentanti per il seggio lasciato vacante da Kika de la Garza. Hinojosa vinse le elezioni e negli anni successivi venne sempre riconfermato, anche grazie all'alta percentuale di elettori democratici risiedenti nel suo distretto. Nel 2016 annunciò la sua intenzione di non concorrere per un altro mandato e lasciò il Congresso dopo vent'anni di permanenza.
Rubén Hinojosa si è sposato due volte e ha avuto cinque figli.